# Liste d'espèces découvertes et décrites par Othniel Charles Marsh
Othniel Charles Marsh est un naturaliste américain, un biologiste et un paléontologue. Adversaire acharné d'Edward Drinker Cope, il a découvert un grand nombre de nouveaux genres et d'espèces fossiles.
Seuls les taxons en italique ont été découverts ou décrits par Marsh.

## Espèces fossiles

### Sauropsides

#### Diapsides

##### Archosaures

###### Dinosaures
- Ornithopoda, 1871
  - Dryosauridae
    - Dryosaurus, 1878

  - Hypsilophodontidae
    - Othnielia (Nanosaurus), 1877

  - Iguanodontidae
    - Camptosaurus, 1885

  - Hadrosauroidea
    - Hadrosauridae
      - Claosaurus, 1890

- Prosauropoda
  - Anchisauridae, 1885
    - Ammosaurus, 1889
      - Ammosaurus major, 1889

    - Anchisaurus, 1885

  - Plateosauridae, 1895

- Sauropoda, 1878
  - Neosauropoda
    - (Diplodocoidea)
      - Diplodocidae, 1884
        - Apatosaurus, 1877
        - Atlantosaurus, 1877
        - Barosaurus, 1890
        - Diplodocus, 1878

- Theropoda, 1881
  - Allosauroidea, 1878
    - Allosaurus, 1877
      - Allosaurus fragilis, 1877

    - Creosaurus, 1878
    - Labrosaurus, 1896

  - Ceratosauria
    - Ceratosauridae, 1884
      - Ceratosaurus, 1884

  - Coelurosauria
    - Coeluridae, 1881
      - Coelurus, 1879

    - Ornithomimidae, 1890
      - Ornithomimus, 1890

  - Tyrannosauroidea
    - Dryptosauridae, 1890
      - Dryptosaurus, 1877

- Ceratopsia, 1890
  - Ceratopsidae, 1888
    - Ceratopsinae, 1880
      - Torosaurus, 1891
      - Triceratops, 1889

- Stegosauria, 1877
  - Stegosauridae, 1880
    - Stegosaurus, 1877

- Nodosauridae, 1890
  - Nodosaurus, 1889

- Diracodon, 1881

- Laosaurus, 1878

- Sphenacodontidae, 1878

- Pleurocoelus, 1891

- Priconodon, 1888

- Tripriodon, 1889

###### Ptérosaure
- Ptéranodon, 1876

###### Synapsida
- Sphenacodontidae, 1878

###### Oiseaux
- Hesperornithes
  - Hesperornithiformes
    - Hesperornithidae
      - Hesperornis, 1872

    - Baptornithidae
      - Baptornis, 1877

- Ichthyornithes, 1873
  - Ichthyornithiformes, 1873
    - Ichthyornithidae, 1873
      - Ichthyornis, 1872
        - Ichthyornis dispar, 1872

- Odonthornithes, 1875 (désuet)
  - Odontolcae, 1878
  - Odontotormae, 1878

##### Lépidosaures

###### Mosasaures
- Tylosaurinae
  - Tylosaurus, 1872

### Synapsides

#### Mammifères
- Allotheria, 1880

##### Cetartiodactyla
- Protoceratidae, 1891
- Elomeryx, 1894

##### Perissodactyla

###### Équidés
- Epihippus, 1876
- Mesohippus, 1872
- Miohippus, 1872
- Orohippus, 1872
- Eohippus, 1876

##### Ferae

###### Hyaenodontidae
- Limnocyon, 1872